# Ropice
Ropice är en ort i Tjeckien. Den ligger i den östra delen av landet, 300 km öster om huvudstaden Prag. Ropice ligger 300 meter över havet och antalet invånare är 1 390.
Terrängen runt Ropice är platt norrut, men söderut är den kuperad.Runt Ropice är det tätbefolkat, med 442 invånare per kvadratkilometer. Närmaste större samhälle är Havířov, 15,1 km nordväst om Ropice. Omgivningarna runt Ropice är en mosaik av jordbruksmark och naturlig växtlighet.